# Royal Agricultural College
Il Royal Agricultural College o RAC è un'università localizzata a Cirencester, Gloucestershire, nel Regno Unito.Fondata nel 1845, è stata la prima università agricola nei paesi parlanti la lingua inglese. Il college permette di ottenere circa 30 lauree e master, inoltre è frequentato da studenti provenienti da 45 paesi, attraverso la School of Agriculture, la School of Business e la School of Real Estate & Land Management. Il RAC collabora con università in Cina, Paesi Bassi e Stati Uniti.

## Storia
I lavori in stile gotico per il Royal Agricultural College iniziarono nell'aprile 1845, e nello stesso periodo la regina Victoria decise il patrono a cui affidare l'università. Nel settembre 1845 furono ammessi i primi studenti, mentre nel 1984 il preside divenne il Principe di Galles.

## Government
- Patrono: sua maestà la Regina
- preside: HRH il Principe di Galles
- Governatore: Simon Pott
- Principale: prof. Chris Gaskell

## Attività collaterali
Ogni estate il college ospita ragazzi provenienti da tutto il mondo per vacanze studio.